# كونور فين
كونور فين (بالإنجليزية: Conor Finn)‏ هو لاعب الرغبي ‏ أيرلندي، ولد في 24 سبتمبر 1992 في بالينسلو ‏ في جمهورية أيرلندا.